# Ceballos (Columbia Británica)
Ceballos (en inglés y oficialmente, Zeballos) es un pueblo ubicado en la costa noroeste de la isla de Vancouver en Columbia Británica, Canadá. Si bien la leyenda sugiere que los buscadores de oro españoles pudieron haber explorado el área a fines del siglo XVI, Ceballos ahora es conocido por su ecoturismo y pesca deportiva.

## Geografía

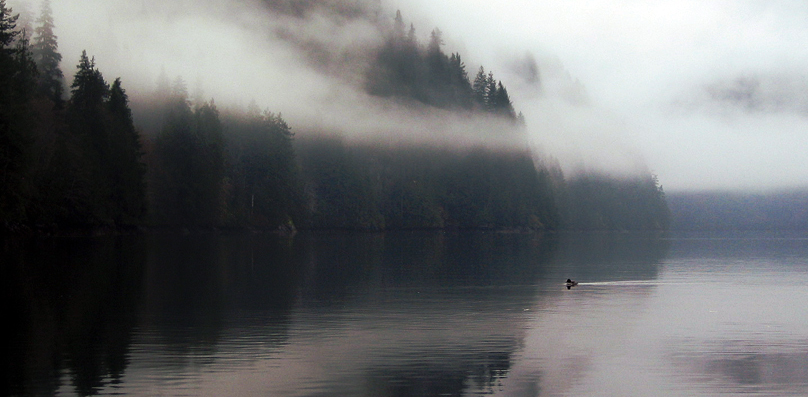
Vista de la orilla de Ceballos.

Ceballos es un puerto de aguas profundas rodeado de escarpadas montañas y bosques, ubicado en el delta del río Ceballos, junto a la ensenada de Ceballos, dentro del territorio de la Primera Nación Ehattesaht Chinehkint. Es accesible desde la autopista 19, aproximadamente a dos horas y media en automóvil al norte de Campbell River. La posición de Ceballos en relación con los cercanos estrecho de Nutca y Yuquot lo convierten en un popular punto de partida para turistas y pescadores. Otras áreas de interés incluyen la isla de Nutca, Fair Harbor, un viaje de 35 km (22 millas) por carretera sin pavimentar desde Ceballos y el Parque Provincial Península Brooks.

## Historia
La ensenada del mismo nombre lleva el nombre del lugarteniente Ciriaco Ceballos, un miembro de la tripulación a bordo de uno de los primeros barcos de la expedición del explorador español Alejandro Malaspina (1789-1794). La ubicación de Ceballos permaneció relativamente oculta hasta más de 120 años después, cuando surgió un campamento minero con ese nombre debido a una fiebre del oro en la década de 1930. El nombre se hizo oficial como el de la oficina de correos local en 1946 y se incorporó como municipio de aldea en 1952. Aunque las estimaciones varían, Ceballos pudo haber tenido una población de más de 5.000 habitantes durante el pico de la actividad minera. Entre 1938 y 1943, Ceballos produjo lingotes de oro por valor de 13 millones de dólares.
Con el inicio de la Segunda Guerra Mundial, Ceballos perdió una parte significativa de su fuerza laboral en manos del ejército canadiense. Finalmente, las minas comenzaron a cerrarse. Aunque se hicieron esfuerzos de posguerra para comenzar la producción nuevamente, el precio fijo de 35 dólares la onza hizo que no fuera económico que las minas continuaran operando. Tras veinte años, las minas se habían cerrado definitivamente.
En la década de 1950, la tala surgió como una nueva industria prometedora para la aldea. En 1964, se estableció una mina de hierro. Aunque la industria maderera resultó exitosa para la comunidad, la mina cerró sus puertas tan solo cinco años después de su apertura.
En 1964, el terremoto del Viernes Santo y el tsunami que lo sucedió trajeron la destrucción a la pequeña comunidad costera. Charles Ford, un joven piloto de hidroaviones y residente de Ceballos, escribió:

El centro de Ceballos, una antigua ciudad minera de oro construida en la década de 1930, había visto días mejores, pero el agua había levantado muchos edificios de sus cimientos, cables eléctricos cruzaban las calles haciendo que los perros desprevenidos aullaran y la gente deambulaba por la calle con un sonido mudo y sensación de emoción por preguntarse qué iba a pasar a continuación. A la mañana siguiente regresamos a casa y descubrimos que la casa se había llenado hasta una profundidad de unos sesenta centímetros de agua fangosa, parte de la cual quedaba flotando en el linóleo. Un par de agujeros en el suelo con mi fusil Winchester apresuraron su salida; de todos modos, no era una gran casa.

El 27 de abril de 2004, el cuerpo de la joven residente Kayla John fue encontrado en un área boscosa cerca de su casa. El asesinato fue noticia nacional, sacudiendo a esta pequeña comunidad de menos de doscientas cincuenta personas. Menos de un mes después de su muerte, un hombre de la localidad, George Osmond, fue acusado de la muerte de la niña de trece años. Fue declarado culpable y condenado a cadena perpetua poco después.
El hecho de que Kayla John fuera miembro de la Primera Nación de Ehattesaht y de que su presunto asesino fuera un hombre blanco lleva a la sugerencia de que el crimen tuvo matices raciales. También llamó la atención el creciente problema de la delincuencia juvenil en el área, un problema que enfrentan muchas comunidades aisladas, predominantemente de las Primeras Naciones. La creciente preocupación del público dio lugar a una iniciativa policial organizada localmente: Ciudadanos en patrulla.

## Economía
Hoy en día, la mayoría de los residentes de la ciudad, junto con la población de las dos reservas nativas vecinas, Oculcje y Ehatis, están empleados en la industria maderera.
Las pequeñas empresas, especializadas en ecoturismo, turismo, pesca comercial y cultivo de ostras también contribuyen al crecimiento económico de la zona.

## Atracciones turísticas

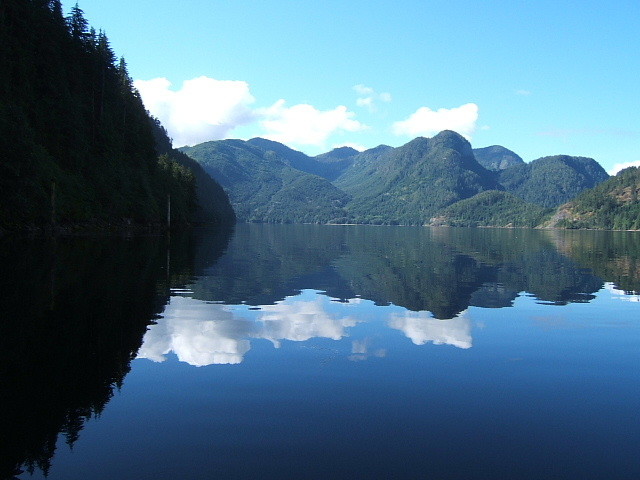
Vista de la ensenada de Ceballos.

Ceballos ofrece multitud de aventuras al aire libre, como senderismo, observación de vida salvaje, espeleología, escalada, buceo, piragüismo y pesca.
En Ceballos hay un museo de la ciudad que documenta el pasado del lugar, especialmente el apogeo como pueblo de la fiebre del oro.
Algunas partes de la cuenca del río Ceballos están ahora bajo cierta protección como reserva de humedales. Aquí se pueden observar nuevamente numerosas especies de aves, incluidos los colibríes. Dado que los bosques antiguos de la zona han sido talados, existen considerables dificultades para atraer a un número significativo de turistas a la zona. La zona sigue siendo interesante para piragüistas y pescadores, así como para montañistas alrededor del valle del río Nomash. Por el contrario, el sendero Nutca (Nootka trail) es ahora un atractivo sendero de 30 km de longitud con árboles muy viejos, que dan una impresión de cómo eran estos bosques lluviosos templados. Los barcos parten desde Ceballos hasta el punto de partida en Louie Bay. Todavía hay pueblos indígenas en Punta Bajo y Arroyo Beano.
También está el cercano Parque Provincial Woss Lake, así como el sistema de cuevas en el Parque Provincial Artlish Caves.
En otoño, el río Ceballos atrae osos y águilas mientras los salmones en desove luchan río arriba.